# Nolletia
Nolletia là một chi thực vật có hoa trong họ Cúc (Asteraceae).

## Loài
Chi Nolletia gồm các loài: